# Deutsche Oper am Rhein

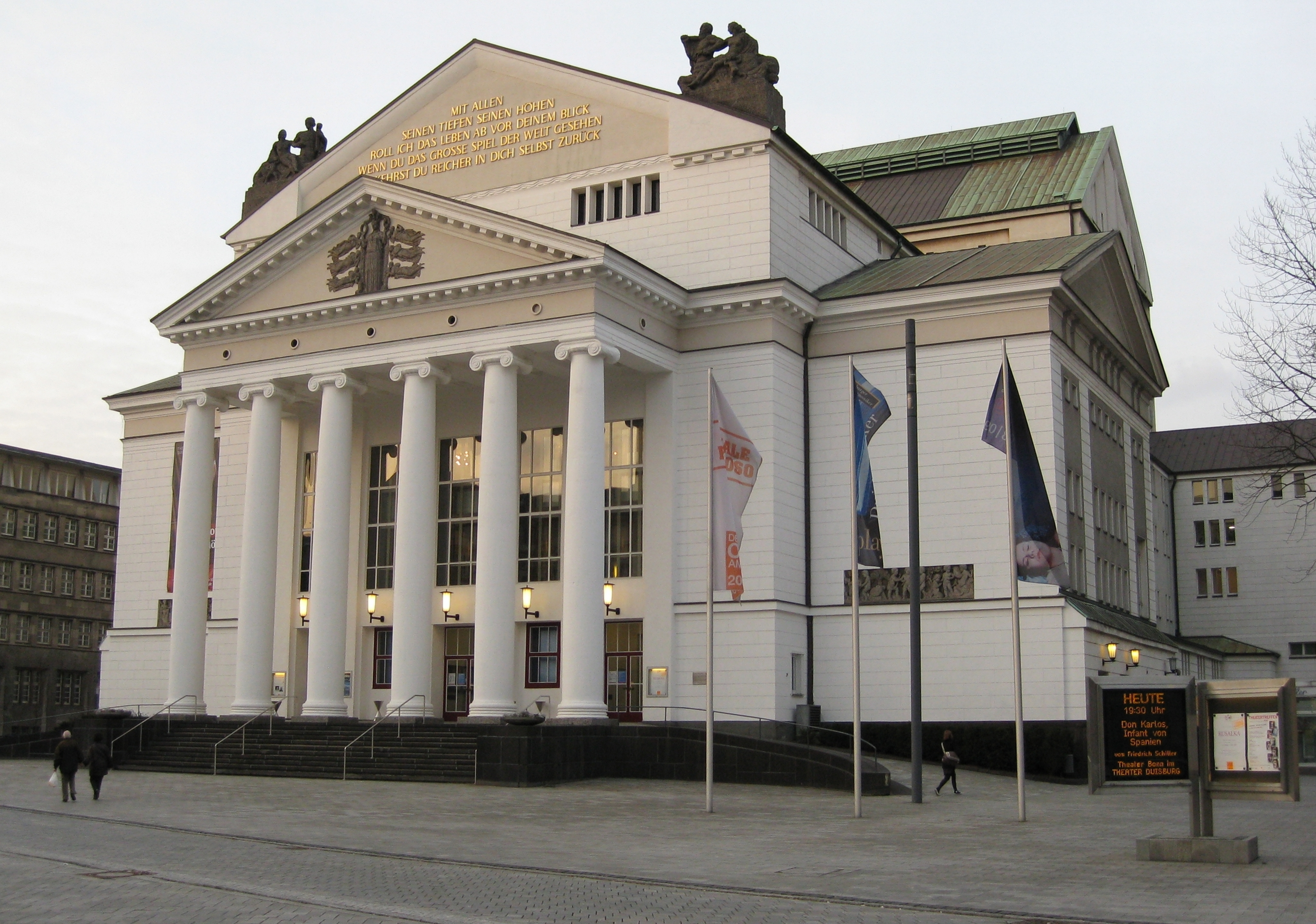
Theater Duisburg (2009)

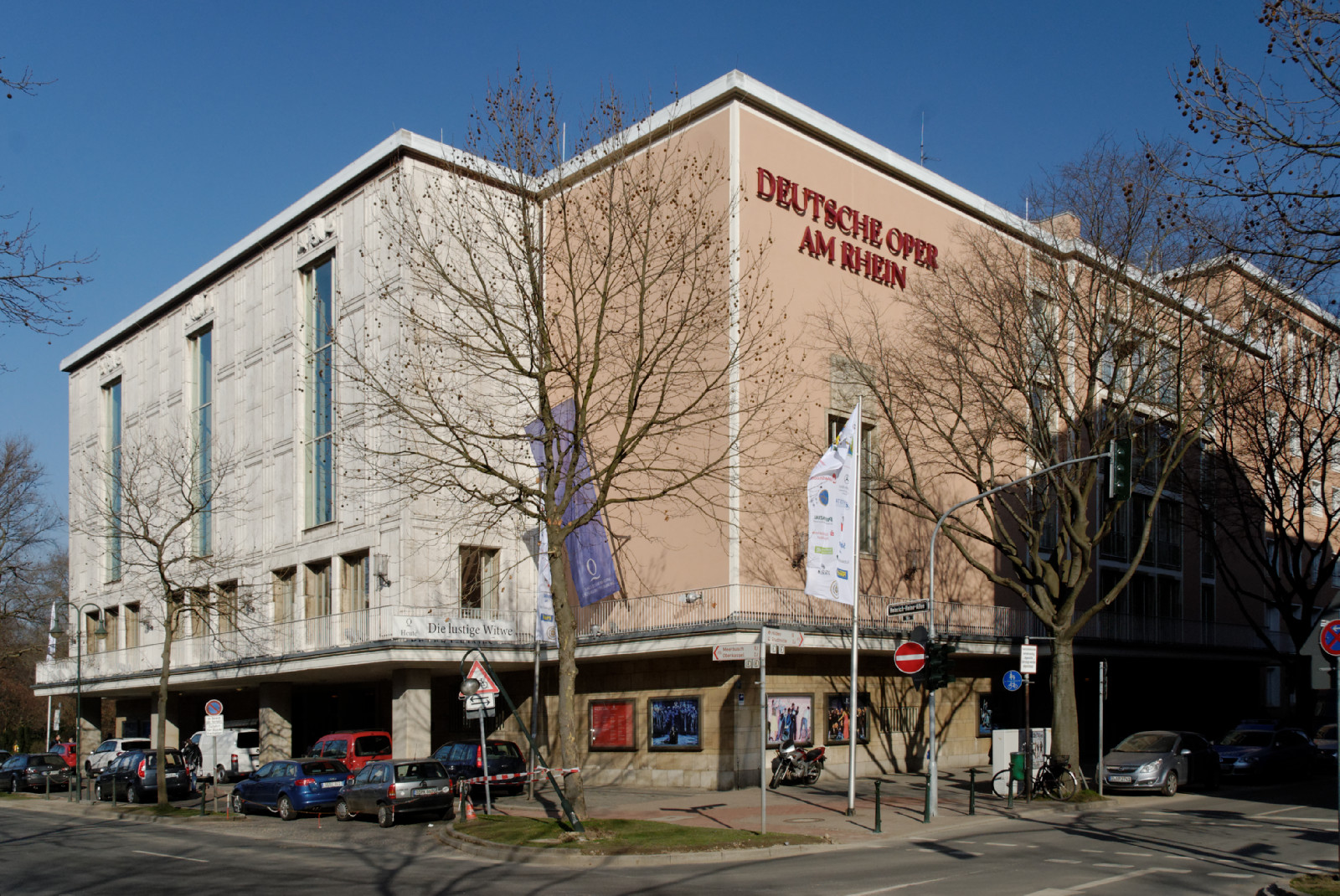
Opernhaus Düsseldorf (2011)

Deutsche Oper am Rhein är ett operahus i Düsseldorf/Duisburg i Tyskland.

## Svenska artister med anknytning till Deutsche Oper am Rhein
- Mats Ek
- Berit Lindholm
- Elisabet Strid
- Rolf Hepp